# Didier Bionaz
Didier Bionaz (* 22. února 2000 Aosta) je italský biatlonista a stříbrný medailista z Mistrovství světa v německém Oberhofu ze závodu smíšených štafet.
Biatlonu se věnuje od roku 2007. Ve Světovém poháru debutoval v březnu 2020 sprintem v Novém Městě na Moravě, kde obsadil 72. místo. 
Ve své dosavadní kariéře nevyhrál ve světovém poháru žádný individuální ani kolektivní závod. Nejlépe se individuálně umístil na 13. místě ve vytrvalostním závodě v lednu 
2021 v italské Anterselvě.

## Výsledky

### Olympijské hry a mistrovství světa
| Sezóna  | Akce | Místo                | SP  | SZ  | HZ | IZ  | ŠT | SŠT | SZD | Věk    |
| ------- | ---- | -------------------- | --- | --- | -- | --- | -- | --- | --- | ------ |
| 2020/21 | MS   | Pokljuka             | 20. | 57. | –  | 59. | 6. | 6.  | –   | 20 let |
| 2021/22 | ZOH  | Peking               | –   | –   | –  | 48. | –  | –   | ×   | 21 let |
| 2022/23 | MS   | Oberhof              | 66. | –   | –  | 26. | 7. | 2.  | –   | 22 let |
| 2023/24 | MS   | Nové Město na Moravě | 28. | 32. | –  | 49. | 6. | 10. | –   | 23 let |
| 2024/25 | MS   | Lenzerheide          | 43. | 49. |    | 49. |    | –   |     | 24 let |

Poznámka: Výsledky z olympijských her se do hodnocení světového poháru nezapočítávají; výsledky z mistrovství světa se dříve započítávaly, od mistrovství světa v roce 2023 se nezapočítávají.